# Alfonso Benavides (piragüista)
Alfonso Benavides López de Ayala (conocido como Sete Benavides; Pollensa, 9 de marzo de 1991) es un deportista español que compitió en piragüismo en la modalidad de aguas tranquilas.
Participó en dos Juegos Olímpicos de Verano, obteniendo una medalla de bronce en Londres 2012, en la prueba de C1 200 m, y el cuarto lugar en Río de Janeiro 2016, en la misma prueba. La medalla de Londres 2012 la obtuvo por reasignación, debido al dopaje del lituano Jevgenij Šuklin.
Ganó cuatro medallas de bronce en el Campeonato Mundial de Piragüismo entre los años 2011 y 2019, y cinco medallas en el Campeonato Europeo de Piragüismo entre los años 2011 y 2022. Una de las medallas, la del Mundial de 2014, también la obtuvo por reasignación, después de una nueva descalificación por dopaje de Šuklin.
En los Juegos Europeos de Minsk 2019 obtuvo una medalla de bronce en la prueba de C1 200 m.
El ex piragüista mallorquín Alfonso 'Sete' Benavides ha sido denunciado ante la Guardia Civil por una presunta estafa de 180.000 euros a través de su empresa de inversiones Golden Wallet Finance. El denunciante sostiene que habían acordado la devolución del capital más los intereses para el pasado mes de junio, pero que no ha recibido ninguna cantidad. Benavides, a través de su abogado, asegura que no ha cometido ninguna estafa y sostiene que la denuncia es "falsa" y obedece a un "intento de extorsión" tras las "diferencias de interpretación del contrato" entre su empresa y el cliente. El ex deportista pollencí, medalla de bronce de piragüismo en los Juegos Olímpicos de Londres 2012 y retirado desde el pasado mes de abril, ha sido citado a declarar el próximo lunes ante la Guardia Civil.
La denuncia ha sido presentada por un inversor residente en Campos. Según su versión, a finales de 2023 decidió realizar una importante inversión y se decantó por Golden Wallet Finance, de la que Sete Benavides es fundador. La sociedad, con sede en Huelva, se define como una "empresa tecnológica financiera". El denunciante sostiene que realizó dos aportaciones diferentes que sumaban 150.000 euros, atraído en parte por la presencia del exdeportista en la sociedad. Afirma que debía recuperar este dinero más los beneficios entre junio y octubre de este año, pero que a día de hoy no ha recibido cantidad alguna pese a sus reclamaciones, que fueron atendidas con diversas "excusas". Finalmente, a finales de octubre, decidió presentar una denuncia ante la Guardia Civil de Campos por un posible delito de estafa, en la que incluyó tanto a Benavides como al empresario que figura como administrador de la sociedad, Rubén Lociga.

## Palmarés internacional
| Juegos Olímpicos   | Juegos Olímpicos         | Juegos Olímpicos  | Juegos Olímpicos |
| Año                | Lugar                    | Medalla           | Competición      |
| ------------------ | ------------------------ | ----------------- | ---------------- |
| 2012               | Londres (Reino Unido)    | Medalla de bronce | C1 200 m         |
| Campeonato Mundial |                          |                   |                  |
| Año                | Lugar                    | Medalla           | Competición      |
| 2011               | Szeged (Hungría)         | Medalla de bronce | C1 200 m         |
| 2013               | Duisburgo (Alemania)     | Medalla de bronce | C1 200 m         |
| 2014               | Moscú (Rusia)            | Medalla de bronce | C1 200 m         |
| 2019               | Szeged (Hungría)         | Medalla de bronce | C2 500 m         |
| Juegos Europeos    |                          |                   |                  |
| Año                | Lugar                    | Medalla           | Competición      |
| 2019               | Minsk (Bielorrusia)      | Medalla de bronce | C1 200 m         |
| Campeonato Europeo |                          |                   |                  |
| Año                | Lugar                    | Medalla           | Competición      |
| 2011               | Belgrado (Serbia)        | Medalla de plata  | C1 200 m         |
| 2012               | Zagreb (Croacia)         | Medalla de plata  | C1 200 m         |
| 2014               | Brandeburgo (Alemania)   | Medalla de plata  | C1 200 m         |
| 2015               | Račice (República Checa) | Medalla de bronce | C1 200 m         |
| 2022               | Múnich (Alemania)        | Medalla de plata  | C2 200 m         |